# Echium salmanticum
Echium salmanticum là loài thực vật có hoa trong họ Mồ hôi. Loài này được Lag. mô tả khoa học đầu tiên năm 1816.